# 伯納德·伯納許
伯納德·伯納許（英語：Bernard Benesh，1889年8月17日—1964年9月17日），美國昆蟲學家，主要涉獵鍬形蟲科昆蟲，出生於中歐南部的斯洛文尼亚东南斯洛文尼亚统计区里布尼察鎮所屬嘎本，死於美國田納西州摩根縣。
1909年移民到美國，初次定居於芝加哥，並於煉鋼廠工作。曾服役於美國陸軍第1騎兵團，軍階中士，第一次世界大战結束後退役。

## 著作
- Coleopterorum Catalogus Supplementa, pars 8: Lucanidae (Ed. sec.) 1st Edition. W. Junk, Gravenhage, Netherlands. 178 pp. ISBN 906-193-413-3（ISBN  978-906-193-413-4）， (January 31, 1960)（大略涵蓋800多個物種）

## 外部連結
- 在Find a Grave上的伯納德·伯納許